# Quentin Durgens, M.P.
Quentin Durgens, M.P. és una sèrie de televisió del Canadà, produïda per la televisió CBC i que es va emetre entre el 1965 i el 1969. Creada per George Robertson, se'n van emetre quatre temporades, amb 41 episodis en total, d'una durada de seixanta minuts. La sèrie passa a Ottawa, a la comunitat fictícia de Moose Falls, i es va filmar a Georgetown. El protagonista de la sèrie és Quentin Durgens (interpretat per Gordon Pinsent), que representa un membre del parlament idealista. La sèrie va fer que Pinsent es convertís en una estrella de primer ordre al Canadà.